# August Stampe
August Stampe (* 17. April 1878 in Wandsbek; † 7. Mai 1965 in Bremerhaven) war ein  Bremer Bürgerschaftsabgeordneter und Senator (SPD).

## Biografie

### Beruf
Stampe besuchte die Volksschule und arbeitete als Bauhilfarbeiter. Er lebte von 1903 bis 1912 in Bremen. Von 1912 bis 1919 war er Angestellter des Deutschen Bauarbeiterverbands in Bremerhaven und zugleich Geschäftsführer der Baugenossenschaft in Bremerhaven. Zwischendurch diente er von 1914 bis 1918 als Soldat im Ersten Weltkrieg. Von 1920 bis 1924 war er Angestellter des Norddeutschen Lloyds im Werftbetrieb von Bremerhaven. Von 1925 bis 1933 wirkte er erneut als Angestellter beim Deutschen Baugewerksbund, 1925 in Osnabrück, ab Mai 1925 in Emden und seit 1928 als Bezirksleiter des Verbandes für Hessen in Frankfurt am Main.

### Politik
Stampe wurde 1901 Mitglied der SPD und war seit 1904 in der Gewerkschaft. Von 1908 bis 1912 war er Vorstandsmitglied der SPD in Bremen und von 1911 bis 1912 Mitglied im Gauvorstands des Deutschen Bauarbeiterverbandes.
Nach dem Ersten Weltkrieg war er 1918 Vorsitzender des Arbeiterrats in Bremerhaven und Delegierter beim 1. Rätekongress in Berlin. Er wirkte mit den Arbeiterführern Arnemann, Geiger Hoffmann und Schlüter zusammen. Der Rat gab eine Denkschrift über die Zusammenarbeit der Unterweserorte heraus. Im Januar 1919 nahmen 20.000 Bürger an einer Kundgebung des Arbeiterrates, der Gewerkschaften und der Mehrheitssozialdemokratische Partei (MSPD) in Bremerhaven auf dem Marktplatz (heute Theodor-Heuss-Platz) teil, bei welcher der Gewerkschaftssekretär Stampa die Hauptrede hielt. Er rief dazu auf, gewaltlos vorzugehen und nur bei Widerstand Waffen zu gebrauchen.
Er war 1919/1920 Mitglied in der verfassunggebenden Bremer Nationalversammlung. Vom April 1919 bis zum Juli 1920 war er Bremer Senator im Senat unter Karl Deichmann (SPD). Er war für das Bauwesen zuständig.
In der Zeit des Nationalsozialismus war er zeitweise in einem Konzentrationslager in Haft. Nach 1945/46 war er im Rahmen der Entnazifizierung Vorsitzender der Spruchkammer in Bremerhaven.